# Aleksandar Stipčević
Aleksandar Stipčević (Arbanasi kod Zadra, 10. oktobar 1930 – Zagreb, 1. septembar 2015) bio je hrvatski istoričar albanskog porekla koji se specijalizovao za studije o Ilirima. Najveći deo njegovog istraživanja objavio je 1974. u knjizi Iliri koja je prevedena na engleski i italijanski.
Od 1987. godine je redovan profesor na Univerzitetu u Zagrebu.